# Plaça Major i plaça de la Font (Castelló de Farfanya)
La Plaça Major i plaça de la Font és una obra de Castelló de Farfanya (Noguera) inclosa a l'Inventari del Patrimoni Arquitectònic de Catalunya.

## Descripció
La plaça Major i la plaça de la Font estan ubicades al centre històric de Castelló de Farfanya, a la banda sud i nord respectivament de l'església romànica de Sant Miquel. En conjunt formen un espai ampli que va començar a configurar-se el segle xiii amb la construcció de l'esmentada església. Castelló havia estat conquerida cap al 1115-16 i el nucli de població va començar a créixer als peus del tossal ocupat pel castell i l'església de Santa Maria del Castell (núm. 361). Al voltant de l'església de Sant Miquel (núm. 362) es formà un espai aproximadament quadrat amb edificis notables, començant per l'edifici de la Paeria o Casa de la Vila, adossada a la façana de ponent de l'església. La façana de la Paeria té la porta principal d'arc de mig punt adovellat, el primer pis presidit per tres balcons amb llosana de pedra motllurada, la segona planta amb tretze finestres d'arc de mig punt i, finalment, està rematada amb un ràfec disposat en tres nivells de maó i teula.

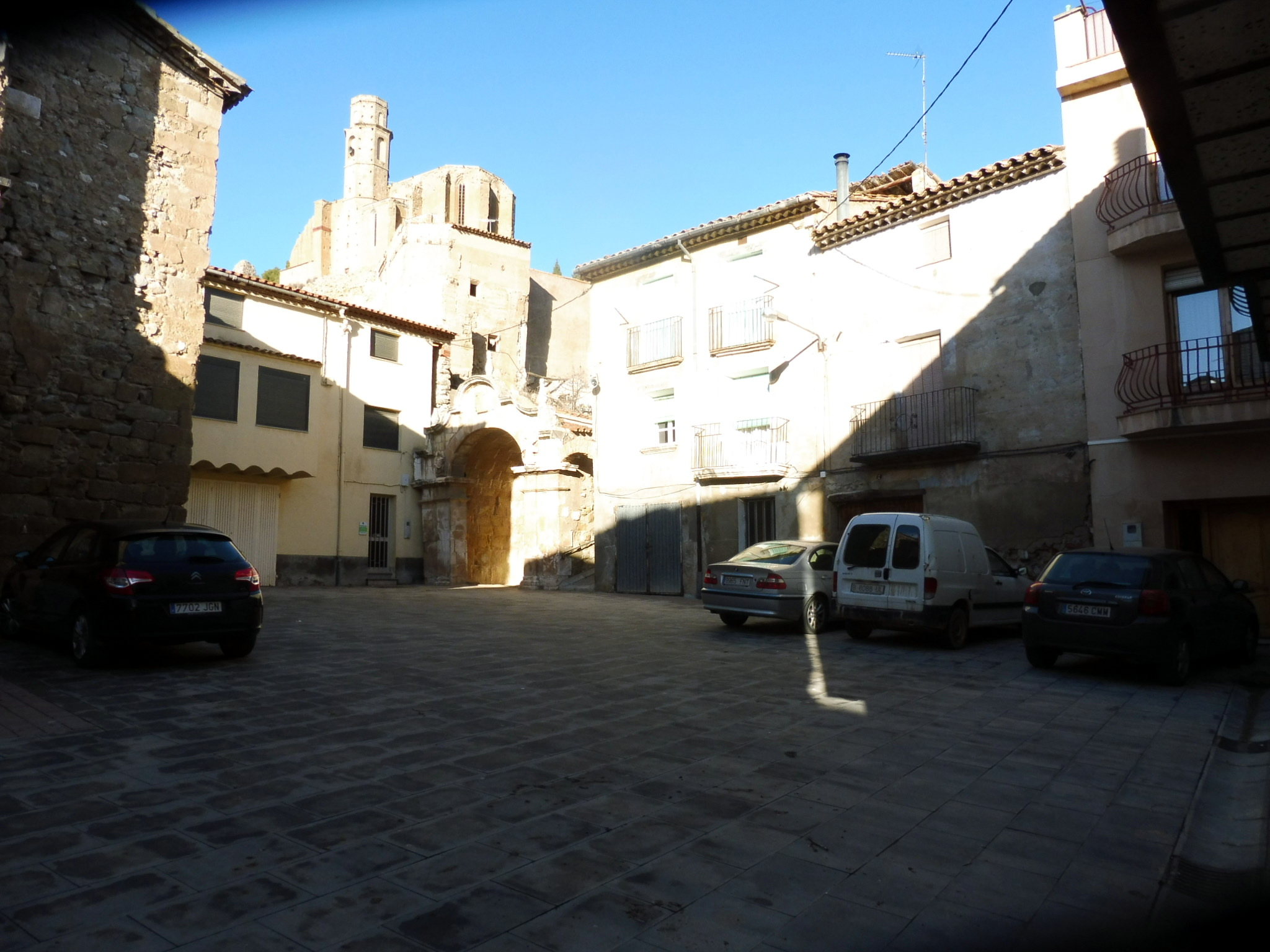
Plaça de la Font, amb l'església de Santa Maria del Castell al fons.

A partir del segle xvii, l'influx dels nous senyors de la vila, els ducs d'Alba, impulsà la construcció d'edificis en estil renaixentista, com per exemple el seu propi palau (v. Casa dels ducs d'Alba, núm. 30898), o la casa núm. 4, amb una portalada classicitzant constituïda a partir de dues pilastres estriades amb capitells jònics que sostenen una llinda motllurada.
El segle xviii es completà el conjunt amb la font monumental barroca al cantó nord-oest de la plaça de la Font, un edifici bastit en pedra, de planta rectangular, presidit per un arc rebaixat adovellat i rematat amb un frontó de perfil curvilini i cornisa motllurada. Sobre la cornisa que separa el mur de la volta, dues escultures que representen àngels que mostren blasons heràldics, emmarquen l'entrada a la font pròpiament dita.
Actualment, alguns edificis renaixentistes mostren certa deterioració d'alguns dels seus elements i les cases més recents han estat construïdes sense cap estil particular, fet que ha restat certa brillantor al conjunt.

## Història
Després de la conquesta a principis del segle xii, Castelló de Farfanya visqué una gran puixança econòmica, política i artística durant el regnat de Jaume I i tot el segle xiii. Els comtes d'Urgell manifestaren la seva preferència per la vila. El 1243, Ermengol IX fou sepultat a l'església de Santa Maria del Castell. Entre el 1259 i 1260 es produí la conspiració de Castelló de Farfanya, en què Àlvar d'Urgell i altres nobles pretenien deseixir-se del vassallatge reial. Jaume I els presentà batalla i acabà apoderant-se del castell i finalment, el 1268 incorporà la vila a la corona. El 1278, Pere II el Gran infeudà el comtat d'Urgell, amb Castelló, a Ermengol X. El 1328, el comtat pertanyia a l'infant Jaume, fill d'Alfons el Benigne i Teresa d'Entença, comtessa d'Urgell. Jaume atorgà a la vila un govern semblant al de la paeria de Lleida en virtut de l'usatge de Pau i Treva.
El 1415, després del Compromís de Casp, el comtat d'Urgell passà a Ferran d'Antequera, que permutà el castell i la vila de Castelló al comte de Foix a canvi dels drets que aquest tenia a la baronia de Castellvell de Rosanes. A la fi del segle xv, Castelló passà al Regne de Navarra, fins que el 1512, Ferran el Catòlic desposseí els reis navarresos de les terres més enllà dels Pirineus i incorporà Castelló a la corona. La senyoria de Castelló fou encomanada a Lluís de Beaumont, comte de Lerín, gran prior i conestable de Navarra. Posteriorment, unit aquest llinatge amb la casa dels Ducs d'Alba, aquests exerciren el domini de la vila des de 1596 fins a la desamortització de 1835, quan fou incorporada al partit judicial de Balaguer.